# Palais du Prince Héritier
Le palais du Prince Héritier (en suédois Arvfurstens palats) est un palais du XVIIIe siècle situé dans le quartier Norrmalm de Stockholm et qui abrite le siège du ministère suédois des Affaires étrangères.

## Histoire
Le bâtiment actuel a été construit entre 1783 et 1794 pour la princesse Sophie-Albertine, sœur du roi Gustave III, la plus jeune fille du roi Adolphe-Frédéric et de Louise-Ulrique de Prusse comme extension du bâtiment précédent : un palais dans le style de la Renaissance hollandaise construit sous le maréchal Lennart Torstensson. Erik Palmstedt a été chargé de concevoir une nouvelle façade principale sur la place adjacente. Le palais d'origine est devenu une aile latérale, et une autre aile a été construite face au quai. Le bâtiment devait être une copie exacte de l'ancien opéra de Gustave III de l'autre côté de la place (l'opéra fut remplacé par un autre bâtiment en 1891). L'intérieur a été conçu par Louis Masreliez.

## Description
Le bâtiment est conçu comme une unité plastique cohérente selon les principes du baroque tardif. La façade est influencée par le néoclassicisme, avec de grands motifs simples, des surfaces lisses et des détails de couleur sobres. La division avec des pilastres corinthiens a été renforcée dans la partie médiane de la façade principale par la suggestion d'une colonnade. Au-dessus s'élève un attique avec une balustrade sur le bord du toit, qui est couronné par une statue de lion avec un bouclier héraldique. Les festons au-dessus des châssis des fenêtres de l'étage supérieur sont typiques du style gustavien.

## Usage
Sophie-Albertine a décrété dans son testament que le palais devrait être à la disposition du prince héréditaire respectif, c'est-à-dire le numéro deux dans la ligne de succession. Le prince héréditaire Gustave (1827–1852) a été le premier à bénéficier de ce règlement, et le futur Oscar II a également vécu pendant un certain temps dans le palais du prince héréditaire. Les employés de la cour étaient parfois logés dans le bâtiment.

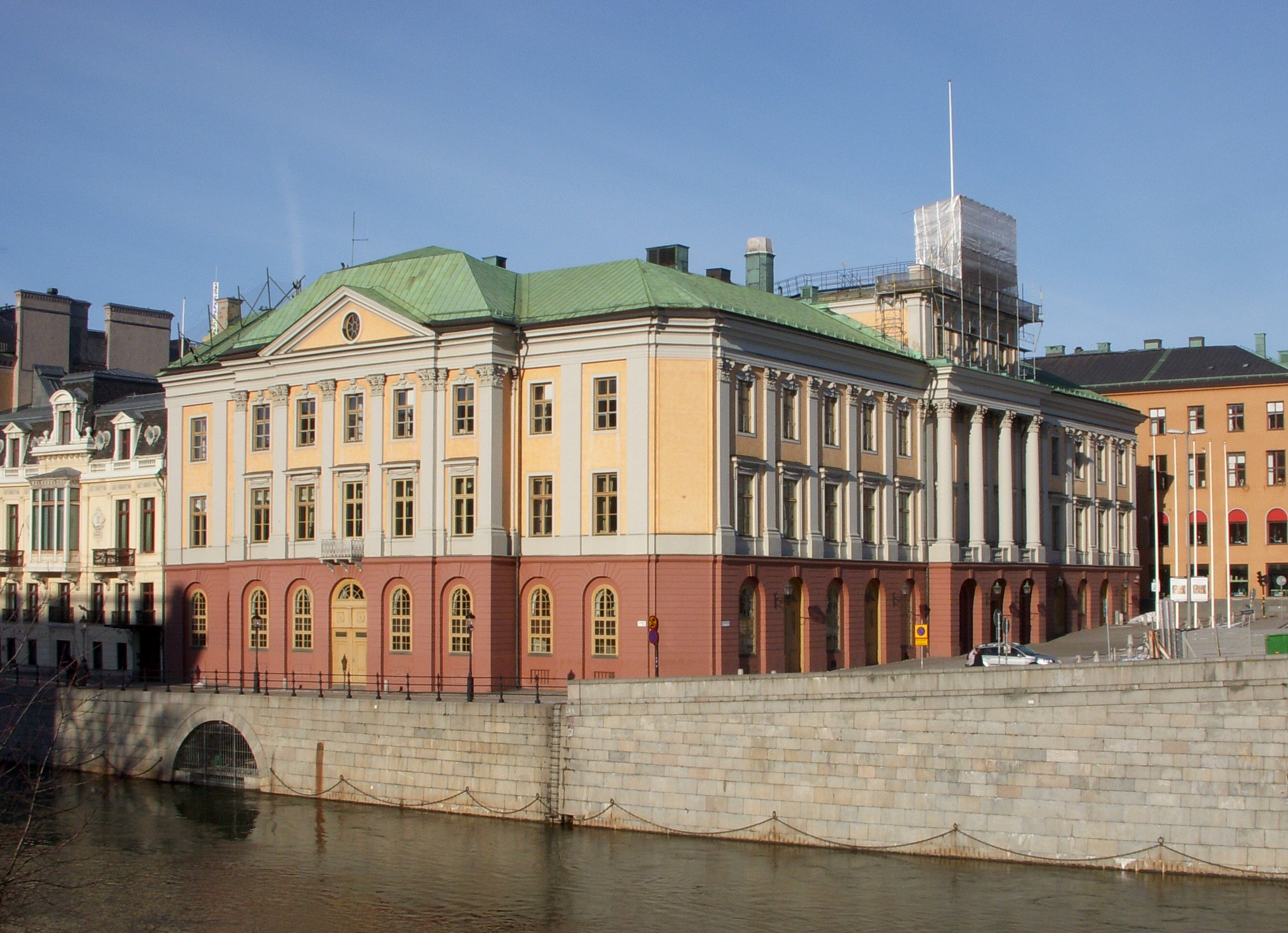
Façade sur le quai.

En 1902, l'État acheta le palais pour 2,25 millions de couronnes. Le cadre représentatif[Quoi ?] est désormais utilisé par le ministère des Affaires étrangères. En 1906, le ministre des Affaires étrangères s'installe avec le premier secrétaire et une vingtaine de fonctionnaires. Depuis 1935, le bâtiment est sous la protection de l'État en tant que site classé Byggnadsminne (monument architectural).